# Hormopeza bullata
Hormopeza bullata är en tvåvingeart som beskrevs av Axel Leonard Melander 1902. Hormopeza bullata ingår i släktet Hormopeza och familjen dansflugor.
Artens utbredningsområde är Ontario. Inga underarter finns listade i Catalogue of Life.